# Kobaszna
Kobaszna (moldáv nyelven cirill ábécével Кобасна; ukrán és orosz nyelven Колбасна, Kolbasna) falu, az azonos nevű község székhelye Moldovában, illetve az önhatalmúlag kikiáltott Dnyeszter Menti Köztársaság északi részén, Rîbnița járásban, a történelmi Podólia régióban.
Területe 396,3 hektár, népessége kb. 1000 fő. 
A járásban a vasútvonalat 1892–94-ben fektették le, a falut Rîbnița járási székhellyel vasút köti össze. A közelben épült vasútállomás határátkelő is. Az ukrán határtól alig két kilométerre elterülő faluban található Kelet-Európa egyik legnagyobb lőszerraktára. A régóta ismert tényre az Ukrajna elleni 2022-es orosz invázió idején a Dnyeszter Menti Köztársaság területén történt robbanások hívták fel újra a figyelmet.
A hadianyagraktár az 1940-es években keletkezett. A lőszerek, gránátok, aknák, tüzérségi lövedékek, bombák nagy részét azonban a szovjet csapatoknak az egykori NDK-ból, Csehszlovákiából és más európai országokból való kivonása után helyezték el itt.
A felgyülemlett 42 ezer tonna hadianyagnak kb. a felét 2000–2003 között fokozatosan Oroszországba szállították, illetve egy részét helyben megsemmisítették, de 2004-ben a helyi politikai konfliktus(ok) miatt a folyamat megállt. Mintegy 25 ezer tehervagonnyi különféle lőszer, hadfelszerelés van még Kobaszna és a környék raktáraiban; jelentős részük, – különösen a nagyon régi gyártású aknák, tüzérségi lövedékek – elszállítása veszélyes lehet, és csakis Ukrajna területén át lehetséges. A raktárakat az orosz hadsereg különleges egységei őrzik.